# Astrid Vierthaler
Astrid Vierthaler (ur. 30 listopada 1982 w Filzmoos) – austriacka narciarka alpejska, dwukrotna medalistka mistrzostw świata juniorów.

## Kariera
Pierwszy raz na arenie międzynarodowej Astrid Vierthaler pojawiła się 9 grudnia 1997 roku w Falcade, gdzie w zawodach FIS Race w gigancie nie ukończyła pierwszego przejazdu. W 2001 roku wystartowała na mistrzostwach świata juniorów w Verbier, zdobywając złoty medal w zjeździe. W zawodach tych wyprzedziła bezpośrednio swą rodaczkę, Marię Holaus i Niemkę Marię Riesch. Na tej samej imprezie była też dziesiąta w supergigancie. Podczas rozgrywanych rok później mistrzostwach świata juniorów w Tarvisio była druga w zjeździe, rozdzielając na podium Julię Mancuso z USA i kolejną Austriaczkę Nicole Hosp.
W zawodach Pucharu Świata zadebiutowała 22 listopada 2001 roku w Copper Mountain, gdzie nie zakwalifikowała się do drugiego przejazdu w slalomie. Pierwsze pucharowe punkty wywalczyła tydzień później w Lake Louise, zajmując 20. miejsce w zjeździe. Nigdy nie stanęła na podium zawodów tego cyklu, najwyższą lokatę wywalczyła 13 stycznia 2002 roku w Saalbach-Hinterglemm, gdzie kombinację ukończyła na dziewiątej pozycji. Najlepsze wyniki osiągała w sezonie 2001/2002, kiedy zajęła 70. miejsce w klasyfikacji generalnej. Nigdy nie wystartowała na mistrzostwach świata ani igrzyskach olimpijskich. W 2005 roku zakończyła karierę.

## Osiągnięcia

### Mistrzostwa świata juniorów
| Miejsce | Dzień     | Rok  | Miejscowość | Konkurencja | Czas biegu  | Strata  | Zwyciężczyni         |
| ------- | --------- | ---- | ----------- | ----------- | ----------- | ------- | -------------------- |
| 1.      | 6 lutego  | 2001 | Verbier     | Zjazd       | 1:33,56 min | -       | -                    |
| 10.     | 7 lutego  | 2001 | Verbier     | Supergigant | 1:33,54 min | +1,80 s | Kathrin Wilhelm      |
| DNF1    | 10 lutego | 2001 | Verbier     | Gigant      | 1:55,08 min | -       | Fränzi Aufdenblatten |
| 2.      | 27 lutego | 2002 | Tarvisio    | Supergigant | 1:29,81 min | +0,14 s | Julia Mancuso        |

### Puchar Świata

#### Miejsca w klasyfikacji generalnej
- sezon 2001/2002: 70.
- sezon 2004/2005: 71.

#### Miejsca na podium
Vierthaler nigdy nie stanęła na podium zawodów PŚ.